# Писмо - Глава
Писмо - Глава је југословенски филм из 1983. године снимљен у режији Бахрудина Бате Ченгића.

## Кратак садржај
После одслужења војног рока, младић Баја, пореклом са села, одлучи остати у Сарајеву.
Он ради као физички радник у великим грађевинским подухватима. Кроз љубавну драму и околину у којој ради, открива и негативне стране живота у велеграду.
У хаосу градске вреве уочава површност таквог начина живота и, после расплета везе између две жене, отпочиње трагање за самим собом.
Не мирећи се са потрошачком психозом друштва у којем се креће, успева сачувати властити интегритет.
Напушта све и враћа се раду и животу у средини која му је блискија.

## Улоге
| Глумац                  | Улога        |
| ----------------------- | ------------ |
| Младен Нелевић          | Баја Ујевић  |
| Мира Фурлан             | Финка        |
| Зијах Соколовић         | Кокан        |
| Владислава Милосављевић | Цица         |
| Борис Дворник           | Бајин брат   |
| Семка Соколовић-Берток  | Цицина мајка |
| Заим Музаферија         |              |
| Боро Стјепановић        |              |
| Раде Чоловић            |              |
| Адем Чејван             |              |
| Звонко Лепетић          |              |
| Рејхан Демирџић         |              |
| Јозо Лепетић            |              |
| Сеад Бајтовић           |              |
| Божидар Буњевац         |              |
| Ранко Гучевац           |              |
| Јасмин Гељо             |              |
| Енес Мердановић         |              |
| Небојша Мајкић          |              |
| Дадо Топић              | певач        |